# Alicún
Alicún es una localidad y municipio español situado en la parte suroriental de la comarca de la Alpujarra Almeriense, en la provincia de Almería. Limita con los municipios de Huécija, Terque y Alhama de Almería. Cuenta con una población de 215 habitantes (INE 2024).
El municipio alicunero comprende únicamente el núcleo de población de Alicún —capital municipal—, así como los diseminados de Alamicos y Zapera. Se encuentra situado a una altitud de 421 metros sobre el nivel del mar y a 31 kilómetros de la capital de provincia, Almería.

## Toponimia
Siguiendo el ejemplo de Alicún de Ortega, en Granada, algunos estudios identifican Alicún con el romano Acatucci y de ahí al nombre visigodo Agatucia para en la Edad Media evolucionar al árabe andalusí al-liqum que significa fuente termal.
Por otra parte, otras fuentes sostienen un origen íbero o incluso protovascuence, ali-gune, que quiere decir paraje de encinas.

## Historia
La primera referencia cultural es la fuente termal, según Idrisi (geógrafo y cronista musulmán del siglo XII); en época musulmana se instalan termas sobre un manantial salutífero a continuación de los Baños de Alhama, llamados Al-Hammam Vexitan, que significa Baños de Huécija, que el historiador Alemany identifica con los de Alicún.
A lo largo de la Edad Media el pueblo se inscribe como un barrio de Huécija, según el documento de donación de la Taha de Marchena a Gutierre de Cárdenas por los Reyes Católicos y será en el siglo XVI cuando a Alicún se le empiece a considerar un pueblo, configurándose como uno de los diez lugares que forman el Señorío de Marchena con capital en Huécija.
El siglo XVI se caracterizó por la rebelión de los moriscos y su definitiva expulsión en 1570, sucesos que afectarán a Alicún, quedando despoblada y abandonada hasta su repoblación en 1574. Esta crisis demógrafia no se solucionará hasta el siglo XVIII.
El siglo XIX desaparece el Señorío de Marchena y Alicún se configura como municipio independiente en 1835. 
En el siglo XX destacaríamos la riqueza que aportó la uva de Ohanes y su posterior decadencia y la Guerra Civil, con las secuelas propias del momento y una dura posguerra.
Actualmente Alicún se configura como un pueblo tranquilo y agradable, conservando al cabo de cinco siglos su impronta musulmana, que aún apreciamos en las formas de las chimeneas como linternas orientales de un gusto y sencillez exquisitos

## Geografía humana

### Organización territorial
El municipio carece de cualquier otro núcleo de población.

### Demografía
Cuenta con una población de 215 habitantes (INE 2024).
| Gráfica de evolución demográfica de Alicún entre 1842 y 2021                                                          |
| |
| Población de derecho según los censos de población del INE. Población de hecho según los censos de población del INE. |

### Economía
- Agricultura

### Evolución de la deuda viva municipal
| Gráfica de evolución de la deuda viva del Ayuntamiento de Alicún entre 2008 y 2019                                |
| |
| Deuda viva del Ayuntamiento de Alicún en miles de euros según datos del Ministerio de Hacienda y Función Pública. |

## Símbolos
Alicún cuenta con un escudo y bandera adoptados de manera oficial el 18 de diciembre de 2001 y el 12 de diciembre de 2006 respectivamente.

### Escudo
Su descripción heráldica es la siguiente:

De un solo cuartel, de sinople (verde), una fuente de oro (amarillo), surmontada de una corona abierta del mismo metal, adiestrada de un creciente contornado de plata (blanco) y siniestrada de una ese gótica, de igual metal; en puntas, ondas de azur (azul) y plata. Al timbre corona real cerrada.

Este escudo fue encargado por el alcalde en 1999 al heraldista e historiador José Luis Ruz Márquez quien propuso el escudo descrito apoyándose en circunstancias dignas de ser reflejadas en el blasón y que se justificaron con el correspondiente informe histórico: la fuente coronada en alusión a la fuente mayor a cuyo abrigo se formó el pueblo; el campo de sinople a su actividad agrícola; las ondas, representación del río Andarax; el creciente por su pasado árabe y la letra S en recuerdo a la que los Reyes Católicos dieron para añadir a su escudo a Gutierre de Cárdenas, el primer titular del señorío cristiano de la Taha de Marchena, a la que perteneció en correspondencia a sus servicios prestados en la conquista de Granada y en las negociaciones que con los árabes hizo para conseguir la entrega de Guadix, Baza y Almería.

### Bandera
La enseña del municipio tiene la siguiente descripción:

Paño de proporciones 3/2 (largo por ancho), de color verde; con un aspa cortado blanco y rojo y resaltado de una cruz azul, ambas de 1/12 de la anchura.

## Política

### Alcaldes
| Periodo   | Nombre                     | Partido                           |
| --------- | -------------------------- | --------------------------------- |
| 1979-1983 | Juan González Martínez     | Agrupación de Electores de Alicún |
| 1983-1987 | Juan González Martínez     | Agrupación de Electores de Alicún |
| 1987-1991 | Juan González Martínez     | PSOE                              |
| 1991-1995 | Evaristo Llobregat Martín  | PSOE                              |
| 1995-1999 | Evaristo Llobregat Martín  | PSOE                              |
| 1999-2003 | Evaristo Llobregat Martín  | PSOE                              |
| 2003-2007 | Manuel Jesús Cantón Solvas | PP                                |
| 2007-2011 | Manuel Jesús Cantón Solvas | PP                                |
| 2011-2015 | Manuel Jesús Cantón Solvas | PP                                |
| 2015-2019 | Antonio Navarro López      | PSOE                              |
| 2019-2023 | Antonio Navarro López      | PSOE                              |
| 2023-act. | Antonio Navarro López      | PSOE                              |

## Servicios públicos

### Educación
El municipio cuenta con un colegio, el CEIP Alicún-Huécija, que ofrece clases desde los 4 hasta los 14 años, debiendo los alumnos continuar su enseñanza obligatoria en el IES Cerro Milano de Alhama de Almería.

### Sanidad
El municipio cuenta con un consultorio, dependiente del Complejo Hospitalario Torrecárdenas, que da servicio lunes, martes, jueves y viernes.

## Cultura

### Patrimonio

#### Patrimonio religioso
Iglesia de San Sebastián
La ruina de la anterior iglesia, situada junto al cementerio, evidenció la necesidad de construir una nueva. Gracias a la iniciativa del Siervo de Dios don Luis Almécija Lázaro, por entonces Coadjutor de Huécija, se edificó la actual en 1911. Fue consagrada por don José Meseguer y Costa, Arzobispo de Granada, el 21 de octubre de 1911. En el interior se venera la imagen del patrono, San Sebastián mártir.
Ermita de las Ánimas Benditas

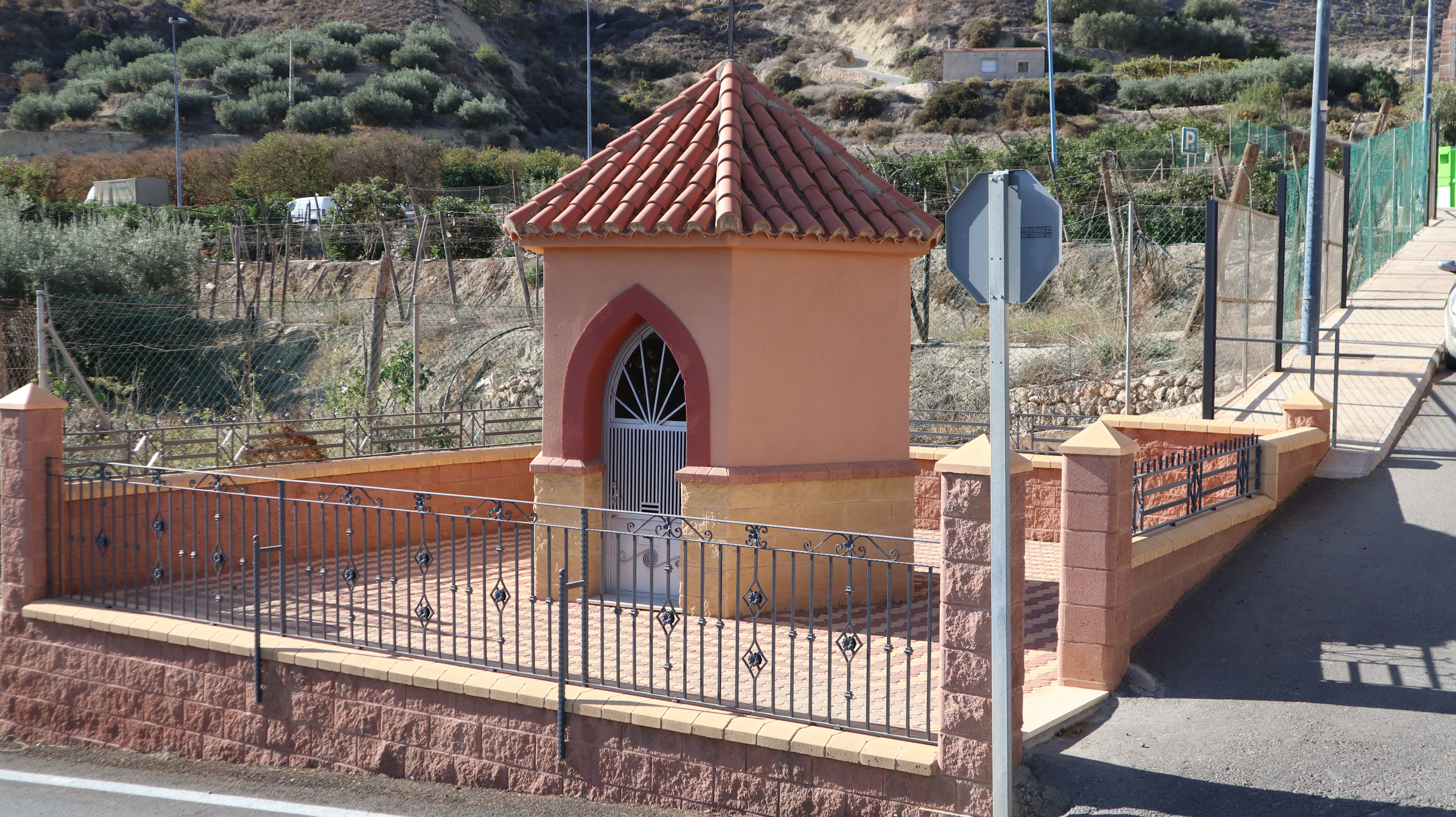
Ermita de ánimas de Alicún.

La ermita de ánimas de Alicún se encuentra en la salida del pueblo hacia Huécija y junto al cementerio de la localidad. A diferencia de todas las demás, en este caso tiene una planta en forma hexagonal. Se trata de una pequeña edificación en la que se alberga una imagen de la Virgen del Carmen. Se desconoce la fecha de su construcción, pero se tienen registros de que sustituye a otra anterior ubicada en el camino antiguo hacia Huécija.

#### Monumentos civiles
Fuente de Alicún
Mana en el fondo de la balsa situada junta a la plaza de Alicún y ha figurado en crónicas islámicas. Junto a ella se sitúan los antiguos baños y el lavadero público.

### Patrimonio cultural inmaterial
- Fiestas Patronales San Sebastián: 20 de enero. Conmemoran la fecha tradicional del martirio del Santo, festejándose con gran religiosidad.
- Fiestas del Voto: Se celebran el último fin de semana de agosto. Recuerdan el milagro obrado por San Sebastián en 1885, cuando libró al pueblo de Alicún de la peste tras formularse un solemne voto sus autoridades.